# Bathymedon nepos
Bathymedon nepos är en kräftdjursart. Bathymedon nepos ingår i släktet Bathymedon och familjen Oedicerotidae. Inga underarter finns listade i Catalogue of Life.